# Vanda (pomme)
Pour les articles homonymes, voir Vanda (homonymie).
Vanda est un cultivar de pommier domestique.
Nom botanique : Malus domestica Borkh vanda

## Origine
Station de botanique expérimentale, Strizovice, République Tchèque.

## Parenté
- Le cultivar Vanda résulte du croisement Jolana × Lord Lambourne[1].
- Descendant(s) :
  - Karneval = Vanda x Cripps Pink (résistant aux races communes de tavelure)
  - Topaz = Rubin x Vanda
  - Rozela = Vanda x Bohemia
  - Sonate = Vanda x Tuscan  (colonnaire)
  - Goldstar = Rubin x Vanda

## Pollinisation
- S-génotype : S5S7[2].

## Maladies
La variété Vanda possède le gène Vf de résistance aux races communes de tavelure du pommier.

## Culture
Facile à cultiver dans un jardin domestique car le traitement phytosanitaire peut en général être réduit à une pulvérisation de printemps.